# フレット

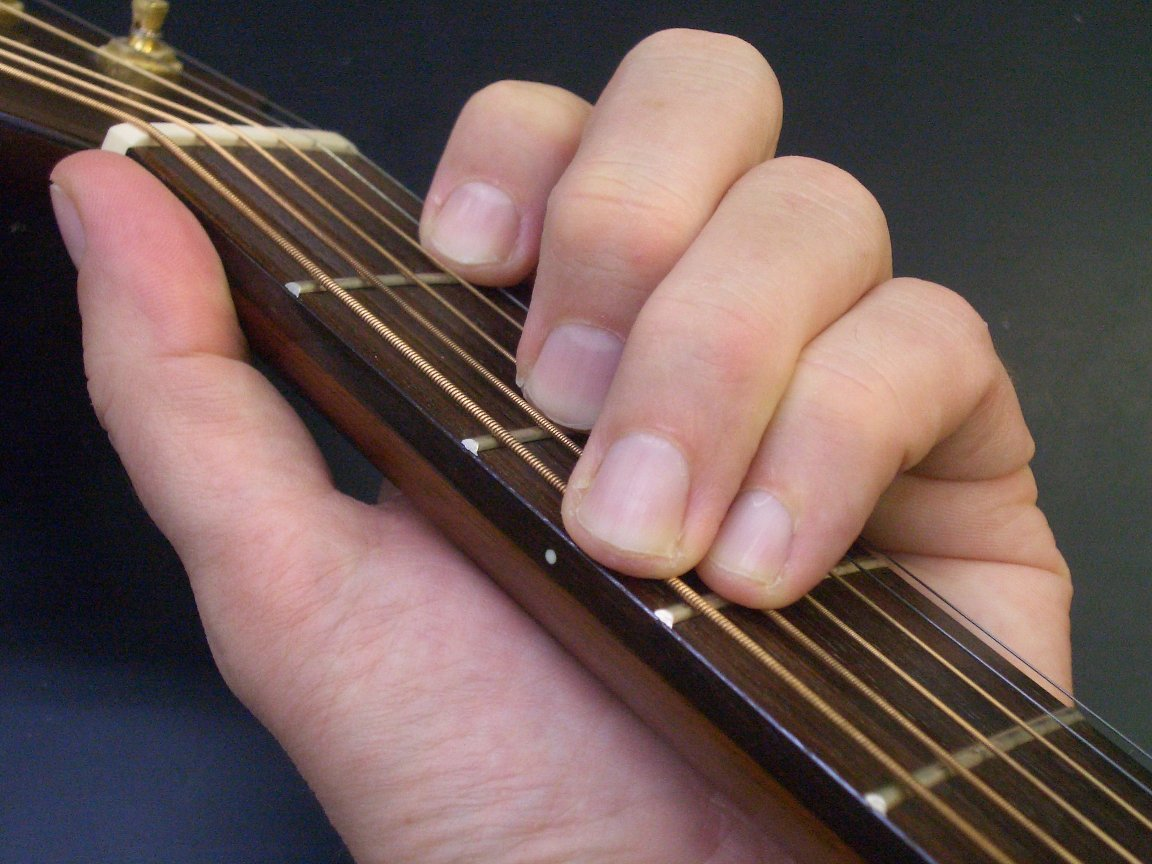
ギターの指板のネック寄りの部分。最初の4つのフレットが見える。薬指は第2フレットと第3フレットの間を押さえている。

フレット（英: fret）とは、弦楽器の指板にある隆起であり、指の位置を固定し、目的の音高を出すために使用されるもの。 琵琶では「柱（じ）」と呼んでいる。
フレットのある状態やその状態の楽器は「フレッティド、フレッテド　英語: Fretted」と分類される。
なお、弦楽器のすべてがフレットを備えるわけではない。撥弦楽器はフレットを備えることが多い。擦弦楽器はフレットを備えないことは多いが一部にフレットを備える擦弦楽器もある。
逆にフレットが無い状態やそのような弦楽器は「フレットレス 英語: Fretless」と分類される。

## 概要
フレットの長所と短所
近現代の西洋弦楽器では、フレットは指板にはめ込まれた金属性の隆起（針金状のパーツ）である。リュートなどの古楽器や非西洋の楽器ではネックの周りにガットやひもを巻き、フレットとする場合もある。フレットを持つ楽器では、弦を押さえると、弦の振動する長さは、押さえた指の位置から最もブリッジ寄りのフレットとブリッジとの間に制限される。その結果、音の高さが変わる。フレットはこのように弦の振動部分の遠位端を明確に区切る。撥弦楽器では、柔らかな指で直接弦を押さえると音の減衰が速くなるため、フレットがあることは重要である。もう一つのフレットの利点は、比較的正しい音程を出しやすくなることで、和音を演奏する際にはさらにそれが際立つ。
一方、フレットがあると、フレットの位置によって決まる調律法に縛られてしまう。それでも、ある程度の微調整は可能で、例えば弦を横に引くと張力が増して音が高くなる。この技法はロック及びジャズのギタリストが用いるし、シタールなど、インド音楽文化圏の弦楽器では極めて重要である。フレットの指板からの高さが高い楽器では、弦を押す力で音程を調節することができる（琵琶も参照）。ブリッジ側に弦を引くこともでき、音程が下がる。逆に糸巻き側に引くと音程が上がる。また、エレキギターでは、駒の側に弦の張力を変化させて音の高さを変える機構を持っているものがある。しかし、大幅に張力を変えられるシタールなどを除いては、音程をコントロールできる幅はフレットのない楽器（フレットレス、英語: Fretless）には及ばない。

## 琵琶における「柱」

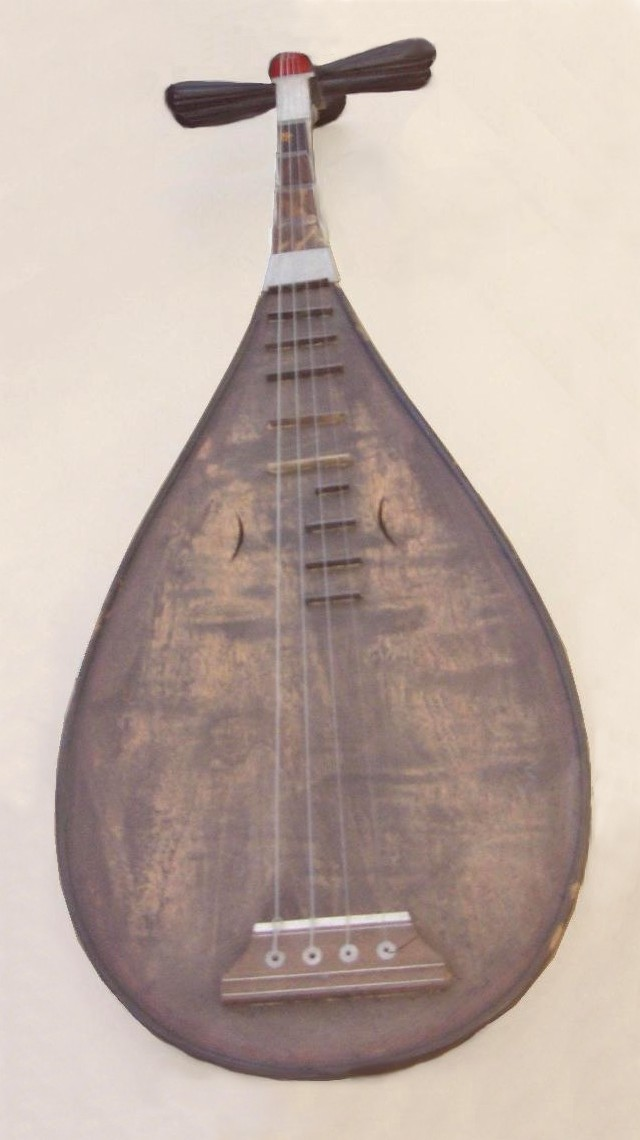
清代の中国琵琶

日本の琵琶として知られる盲僧琵琶、薩摩琵琶、筑前琵琶は高いフレット（柱）を持っており、それだけ弦を押し込むことができ、張力を変化させることにより音程を調節できる範囲が広いのに対し、中国の琵琶はフレットを増やして、楽器としての機能向上によって表現力を高める工夫がなされている。日本ではむしろ柱を増やさず、場合によっては減らし、その分演奏者の技倆をできるだけ活かして微妙な演奏を行うことを好んだ。

## フレットの調律原理
西洋弦楽器におけるフレット
近現代の西洋弦楽器のフレットは、一般に十二平均律に調律されている。即ちオクターブを12個の半音に分け、それぞれの周波数比が同一になるようになっている。隣り合った二つの半音の周波数比は {\displaystyle {\sqrt[{12}]{2}}} （約 1.059463 ）であり、理論的にはフレットもその間隔で並び、12番目のフレットは弦を二等分する場所にくる。実際には、弦を押さえる時の張力増加を見込んで若干糸巻き側になる。
つまり流通している一般的な弦楽器のフレットは純正律の音を出せない。
純正律用のフレットの発案・実現
フレットが常に十二平均律に固定されていることに憤慨したギタリスト、マーク・シュナイダーは純正律の作品を完全に演奏できる為にさまざまに弦毎のフレットの位置が点在するフレットボードを発案した。これでF♯とG♭の弾き分けが出来るようになり、画期的な発明とされている。これを用いて、ラリー・ポランスキーなどの幾人かの作曲家が新作を発表した。

## 他の発明・工夫
近年では日本のギターメーカーのフジゲンが独自の技術として「サークル・フレッティング・システム」※という技術を投入するなど、フレットに関して様々な工夫がなされている。（※　弦はナット側（ネック側）が狭く、ブリッジ側が広がっている（微妙に放射状になっている）ことにともない音程に微妙な誤差が生じていることを無くすために、一種の円周に位置するようにわずかに位置にあわせた曲率で曲がったフレットを用いるというもの。）